# Fianga
Fianga este un oraș din Ciad.

## Populație
| An   | Populație |
| ---- | --------- |
| 1993 | 9 897     |
| 2008 | 14 166    |